# Eudemonism
Eudemonismul este o concepție filozofică care definește acțiunile care duc la fericire. Termenul de „eudemonie” provine din greacă și înseamnă fericire. Fericirea nu este considerată ca opusă față de rațiune ci este finalitatea naturală.
Eudemonismul este o doctrină morală care consideră că scopul conduitei umane este fericirea.
Eudemonia poate fi obținută prin practicarea virtuții . S-a considerat că acțiunile umane sunt bune în măsura în care contribuie la fericire și sunt rele în măsura în care produc nefericire sau privează de plăcere. Nu trebuie pierdut din vedere faptul că plăcerile se pot adresa simțurilor, corpului sau spiritului, iar filosofii utalitariști au afirmat superioritatea plăcerilor spiritului asupra celor ale corpului. Astfel doctrina care consideră că fundamentul moralei este utilitatea sau principiul celei mai mari fericiri va susține că acțiunile sunt corecte în măsura în care tind să determine fericirea. Astfel, pentru eticile eudemoniste, fericirea poate fi obținută printr-o viață rațională conformă cu virtutea.